# مادریگال دل منته
مادریگال دل منته (به اسپانیایی: Madrigal del Monte) یک شهرستان در اسپانیا است.